# 资威铁路
资威铁路，位于四川省中部，自成渝铁路资中站出岔，止于威远县泥河站，与威远县地方铁路泥河站出岔的线路相连接。长29.3公里，是为开发威远县一条运煤专线。1959年动工兴建，1960年建到资中县边界宋家铺。1966年元旦交成都铁路局接管运营。
威远县长7.5公里726毫米窄轨地方轻便铁路起自黄荆沟的威远煤矿矿井，担负威远煤矿外运至坭河煤仓的任务。1958年，经报经四川省人民政府批准，立项修建资中宋家铺站通往威远煤矿的小火车铁路——“坭黄铁路”（坭河—黄荆沟）。该铁路全长7.8公里，其中窄轨铁路长7.2km，轨距76厘米。1961年，先后从石家庄动力机械厂购进10余台762型蒸汽机车，开启了深山沟里开通小火车的历程。每个车皮载重8吨，时速仅15公里。曾拥有10列小火车，每列小火车上挂有20多个货车车皮、5节客车厢和4节平板杂货车，每天运行4趟至6趟，是威远煤矿近3万矿工、家属和小镇居民出行的主要交通工具，也是威远煤矿运输的生命线，前后运行达46年。从1997年开始，该铁路连年亏损，且这种小火车及其零部件早已停产,正常保养十分困难。2007年6月，威远小火车停止运行，窄轨也开始全线拆除。为了保留威远坭黄铁路工业文物，威达公司（威远煤矿）在资金困难的情况下，花费一年多的时间，重新修复已超期服役20年的两辆762型蒸汽机车，随同保存有载客车厢2节，运煤车厢4节，一辆报废的蒸汽机车，以及站内铁路线500米。2006年，威远县政府将黄荆沟小火车及坭黄窄轨铁路，确定为县级文物保护单位。2011年7月列为内江市第三批市级文物保护单位，2012年8月被四川省列入第八批省级文物保护单位。是内江市三个工业优秀遗产之一（另两个为四川银山糖厂即原资中酒精厂、威远红村石油大会战遗址）。
2011年，威远县筹建高石镇杨家湾铁路货场至威远县城区粮丰坳的铁路专用线。长度约10km。